# Placer (Masbate)
Placer é um município de  segunda classe de renda municipal (d) na província Masbate, nas Filipinas. De acordo com o censo de 1 de maio  de  2020 possui uma população de 56 340 pessoas e 13 197 domicílios.